# فندق الجزيرة شيراتون
 فندق الجزيرة شيراتون هو ناطحة سحاب ومجمع فندقي يقع في القاهرة- مصر . تم الانتهاء من المبنى المكون من 27 طابقًا في عام 1984، ويضم فندقًا يحمل علامة شيراتون . ويقع المبنى على الشريعة الاورمان، ويحتوي على 4 غرف اجتماعات كبيرة. تثير الحزم الداعمة الواضحة على شكل حرف V للهيكل تلك الموجودة في مركز ديزنجوف في تل أبيب.